# Prinsenstraat 12

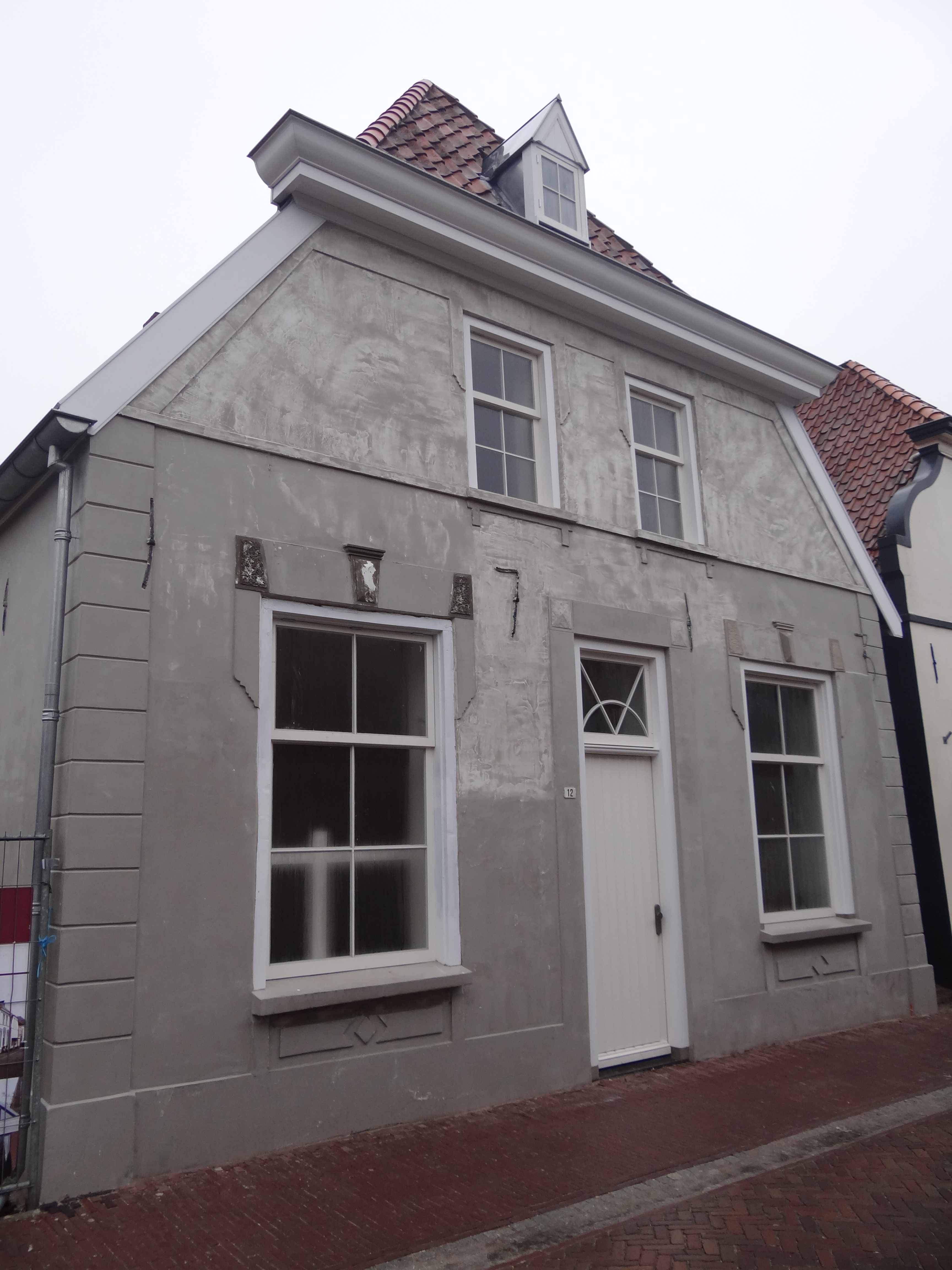
Renovatie bijna voltooid

Prinsenstraat 12 is een gemeentelijk monument aan de Prinsenstraat in het oude centrum van Bredevoort in de Nederlandse provincie Gelderland.

## Geschiedenis
Volgens de muurankers werd het huis in 1713 gebouwd. Het huis heeft aan het einde van de 20e eeuw regionale bekendheid verworven toen het de winkel en werkplaats was van fietsenmaker Sjaak Meulenbeek, later bekend als de Prins van Bredevoort, die in het kader van Bredevoort Boekenstad boekhandelaar werd. De gemeente Aalten keurde het pand af en werd daarna de eerste "buitenboekhandelaar" van Bredevoort. Meulenbeek verhuisde vervolgens naar Chirat-l'Église in Frankrijk. Er werd een plan gemaakt tot herontwikkeling van het monumentale pand en bijbehorend erf, de buurt verzette zich tevergeefs tegen de nieuwbouwplannen van de projectontwikkelaar op dat erf. In 2011 werd het huis gerenoveerd waarbij goed zichtbaar werd dat de binnenmuren net als bij veel andere oude huizen in Bredevoort bestaan uit vakwerkgebinten.